# Kirkjan á Kirkju
Kirkjan á Kirkju er en kirke på Færøerne i Kirkja på Fugloy. Kirken er hjemmehørende i Færøernes folkekirke.
Kirken er en rektagulær, sort tjæret bygning, opført i træ, med fem hvidmalede vinduer på sydsiden og fire samt indgangsdøren på kirkens nordside. Taget er nu dækket af grønt blik, i stedet for de oprindelige græstørv. Over vestenden sidder en hvidmalet tagrytter, der flugter kirkens sider, med pyramidetag og grønt bølgeblik. Kirken har åben tagstol og har bejdsede paneler.
Koret er adskilt fra resten af kirkerummet af et gitterværk. Alterbilledet, Jesus vandrer på søen, er malet af kunstmaleren Sámal Joensen-Mikines. 
Der hænger tre kirkeskibe under loftet – to færøbåde samt en slup. 
Kirken har en af Færøernes ældste bibler. 
Kirkeklokken er støbt af De Smithske Støberier i Aalborg.

## Kirkens historie
Kirkja var oprindelig en kirkebygd, hvilket navnet jo også antyder. Men da kirken var faldefærdig i 1830’erne, og der ikke var nogen mænd i Kirkja til at passe kirken, blev kirken genopbygget i Hattarvík. Der var derfor ingen kirke i Kirkja i 100 år. I 1930’erne var der et stort ønske fra bygdefolkene i Kirkja om at få en kirke, og de gjorde et stort stykke arbejde for at bygge den. Kirken blev indviet i 1933. Der er fundet rester af gamle trækirker ved den nuværende kirke.
I 1818 skete det, at en båd fra Kirkja med alle bygdens mænd, kæntrede syd for landsbyen. Den eneste overlevende var Mittúnsbóndin, men han og hans kone døde nogle år senere af tyfus. Kort tid efter besluttede amtmanden at flytte kirken til Hattarvík. Nu var der ingen kirke i Kirkja, og omkring 1925 opstod ideen om at bygge en ny kirke. 
1932 begyndte man at bygge kirken. Petur Pauli Poulsen og Jóannis Kristensen i Mittúnivar var formænd. Meget af arbejdet blev udført gratis. Kirken er tegnet af Louis Zachariassen, og som forbillede havde han de gamle færøske trækirker. Tegningerne var en gave til kirken. Det var en stor dag for sognebørnene på Kirkja, da kirken stod færdig og skulle indvies den 28. maj 1933.Provst Jákup Dahl indviede den og mange præster var til stede ved indvielsen.